# Българско опълчение
Българското опълчение (на руски: Болгарское ополчение) е българско военно съединение в състава на действащата руска армия на Балканския полуостров в Руско-турската война от 1877 – 1878 г.
Съставът му включва български доброволци – войници, българи – офицери от Руската армия, и редовни руски военнослужещи – офицери, унтерофицери и войници. Сражават се на страната на Руската империя срещу Османската империя за Освобождение на България. Формирането и действията на Опълчението е най-ярката изява на Българското националноосвободително движение по време на Руско-турската война от 1877 – 1878 година.

## Формиране
Първоначалната идея за организирането, структурата и задачите на една военна част от български доброволци е разработена от генерал-майор Ростислав Фадеев в записката „Болгарское дело в турецкой войне“. Руското военно министерство, основавайки се на нея, съставя главните положения „за организирането на българската войска“ – проект за създаване на българска въоръжена сила с военно-полицейски, конвойно-етапни и помощни функции в състав от 3 бригади и 6 конни сотни. Предвижда се след Освобождението от тази въоръжена сила да бъде развито пълно опълчение. Окончателното решение за създаването на Българското опълчение е взето от руския император Александър II на 13 ноември 1876 г. по време на съвещание, в което участват великият княз Николай Николаевич и военният министър генерал Дмитрий Милютин.
Още през есента на 1876 година в Кишинев се събират около 700 български доброволци, които са издържани от Кишиневското българско общество със съдействието на руски славянофилски организации. Първото редовно подразделение е сформирано в Кишинев под командването на генерал-майор Николай Столетов в средата на декември 1876 г. и се нарича Пеши конвой при главнокомандващия княз Николай Николаевич. Наброява около 300 души, главно българи от Кишинев и Южна Бесарабия. Фактическото развърнато създаване на конвоя започва на 31 март 1877 г.
В деня на обявяването на войната – 12 април 1877 година, конвоят участва във военен парад в Кишинев в присъствието на император Александър II. Наброява около 1400 души, половината от тях българи от Украйна и Бесарабия На 17 април/29 април 1877 г. главнокомандващият Действащата руска армия на Балканския полуостров великият княз Николай Николаевич издава заповед № 40 за създаване на Българско опълчение. Император Александър II утвърждава „Правила за създаването на Българското опълчение“. Като основна задача на опълчението е определено оказването на съдействие на руските войски главно чрез поддържане на реда в освободените български земи.
В края на април същата година Българското опълчение е предислоцирано в Плоещ, където към него се присъединяват много доброволци от Сръбско-турската война от 1876 г.. Личният състав на опълчението се разраства след преместването на лагера край Плоещ. Формирани са 6 дружини. Броят на опълченците достига 7400 души преди началото на войната. До създаване на планираните конни сотни не се стига. По-късно са формирани още 6 дружини – в началото на войната през лятото на 1877 г.
Подборът на доброволците е извършен от Комисия за приемането на доброволци, която преценява годността на кандидатите за военна служба. В редиците на опълчението са приети българи-доброволци от 14 до 65-годишна възраст. Личният състав е набран предимно от опитни бойци – участници в национално-революционното движение и Сръбско-турската война от 1876 година. Съдействие за набиране на доброволци оказва Българското централно благотворитерно общество в Румъния и Славянските благотворителни комитети в Русия. Опълченците са с права на военнослужещи от Руската императорска армия.

## Структура
За началник на Българското опълчение е назначен генерал-майор Николай Столетов. Началник на щаба е полковник Ефим Ринкевич. Назначени са щабни офицери – полковник Енгелхарт, подполковник Фьодор Де Прерадович и др.
По своята численост и структура опълчението е сравнимо с усилена военновременна пехотна дивизия. Състои се от 3 опълченски бригади, всяка от които в състав от 2 опълченски дружини от по 5 роти. Отделно към него се числят създадените по-късно още 6 самостоятелни дружини.
Бригадно-дружинен състав на Българското опълчение:
- 1-ва опълченска бригада с командир полковник Корсаков, полковник Фьодор Де Прерадович в състав:

1-ва опълченска дружина с командир подполковник Константин Кесяков,
2-ра опълченска дружина с командир майор Куртянов.
- 2-ра опълченска бригада с командир полковник Леонид Вяземски в състав:

3-та опълченска дружина с командир подполковник Павел Калитин, майор Константин Чиляев,
4-та опълченска дружина с командир майор Пьотър Редкин.
- 3-та опълченска бригада с командир полковник Михаил Толстой в състав:

5-а опълченска дружина с командир подполковник Константин Нищенко, майор Павел Попов,
6-а опълченска дружина с командир майор Беляев.
- Самостоятелни дружини:

7-а опълченска дружина с командир подполковник Тизенхаузен,
8-а опълченска дружина с командир щабс-капитан Мерчански,
9-а опълченска дружина с командир подполковник Лвов,
10-а опълченска дружина с командир майор Доршлунг,
11-а опълченска дружина с командир подполковник Гаспаревски,
12-а опълченска дружина с командир майор Корниловеч.
Командният състав е от общо 136 офицери. Сред тях са и българи офицери и подофицери на редовна служба в Руската армия:
- подполковник Константин Кесяков,
- капитан Райчо Николов,
- поручиците Петър Алексиев, Делев, Петко Стоянов, Константин Шиваров, Атанас Узунов, Димитър Филов, Данаил Николаев, Стефан Любомски,
- подпоручиците Стефан Кисов, Аврам Гуджев, Олимпий Панов и Коста Паница.

Назначени са дружинни лекари, сред които са българите Константин Бонев, Сава Мирков, Константин Везенков, Андрей Богданов, Иван Панов, Яков Петкович.
Опълченците преминават системна военна подготовка под непосредственото командване на руски офицери. Въоръжени са със стрелково оръжие – винтовка „Шаспо“ обр. 1866 г. с тесак. Снабдяването се поема от бюджета на военното министерство и Московския славянски комитет.

## Знаме на опълчението
Жителите на руския град Самара подаряват на Българското опълчение бойно знаме, наречено на града – Самарско знаме. То е изработено още през 1876 г. и е било предназначено за участниците в Априлското въстание в България.
Знамето е връчено на 6 май 1877 г. в опълченски лагер край Плоещ на прославилата се след това 3-та рота на 3-та опълченска дружина с командир подполковник Павел Калитин от руския общественик и славянофил граф Пьотър Алабин и Ефим Кожевников. На него са изобразени „Иверската Богородица“ и братята Кирил и Методий. (Днес то се съхранява в Националния военноисторически музей в София.) След форсирането на река Дунав започва формирането на 6 нови дружини, като в крайна сметка личният състав на Опълчението надхвърля 10 000 души.

## Участие във военни действия
Първоначално руското командване се отнася резервирано към Българското опълчение и му възлага помощни конвойни и интендантски функции. Поставено е под управлението на княз Владимир Черкаски. Добрата подготовка на опълченците, ентусиазмът и желанието за непосредствено участие в бойни действия променят първоначалния замисъл. На Опълчението вече се гледа като на ефективно бойно формирование. Придадено е към състава на Предния отряд с командир генерал-лейтенант Йосиф Гурко.
В края на май Българското опълчение напуска Плоещ и заедно с Предния отряд пресича река Дунав при Свищов на 22 юни, 3 дни по-късно влиза в Търново, след което преминава Стара планина. В нейното южно подножие влиза на 4 – 5 юли в първите си по-сериозни сражения – при село Уфланли и Казанлък. Участва в боевете при Нова Загора, битката при Джуранли и отбраната на Стара Загора.
В началото на август 1877 г. е придадено към Шипченския отряд. Изнася основната тежест на августовските боеве при Шипка заедно с Тридесет и пети пехотен брянски полк и Тридесет и шести пехотен орловски полк от 9/21 до 11/23 август 1877 г. От 12/24 август е изтеглено от Шипченската позиция в Габрово за възстановяване и превъоръжаване.
Участва в зимното преминаване на Стара планина под командването на генерал-лейтенант Фьодор Радецки. Проявява се в битката при Химитлийския проход, Шейновската битка и разгрома на Централната армия. Участва в прочистването на Източна България от скитащи остатъци от османски части, черкезка конница и башибозук в състава на Източния отряд.
Със забележителното си участие във войната Българското опълчение се утвърждава като синоним на най-високите войнски добродетели на българската възрожденска нация. На Българското опълчение поетът Иван Вазов посвещава прочутата си ода „Опълченците на Шипка“.

## След Освобождението
От 28 януари (9 февруари) 1878 г. началник на Българското опълчение е генерал-майор Вадим Давидов, а началник на щаба е подполковник Фьодор Келер. Под тяхно командване Българското опълчение е преобразувано в Българска земска войска по подобие на едноименното българско формирование в Руската армия по време на Руско-турската война (1806 – 1812) и Руско-турска война (1828 – 1829).
С приказ № 13 от 15 юли 1878 г. 12-те дружини на българското опълчение са преименувани в пехотни дружини от Българската земска войска и са отчислени от състава на Руската армия.
| Българско опълчение            | Българска земска войска                           |
| ------------------------------ | ------------------------------------------------- |
| Първа опълченска дружина       | Първа пехотна софийска дружина                    |
| Втора опълченска дружина       | Втора пехотна кюстендилска дружина                |
| Трета опълченска дружина       | Трета пехотна радомирска дружина                  |
| Четвърта опълченска дружина    | Двадесета пехотна пловдивска дружина              |
| Пета опълченска дружина        | Двадесет и трета пехотна казанлъшка дружина       |
| Шеста опълченска дружина       | Двадесет и четвърта пехотна ескизаграйска дружина |
| Седма опълченска дружина       | Девета пехотна търновска дружина                  |
| Осма опълченска дружина        | Дванадесета пехотна габровска дружина             |
| Девета опълченска дружина      | Двадесет и шеста пехотна сливенска дружина        |
| Десета опълченска дружина      | Двадесет и седма пехотна ямболска дружина         |
| Единадесета опълченска дружина | Шеста пехотна видинска дружина                    |
| Дванадесета опълченска дружина | Петнадесета пехотна свищовска дружина             |

В следващите години общините на Княжеството оземляват и отпускат места за постройка на къщи на поборници и опълченци.

## Личности
Сред известните личности, служили в опълчението, са следните воини:
Български генерали
- Георги Абаджиев, 7-а опълченска дружина
- Андрей Блъсков, 2-ра опълченска дружина
- Никола Генев, 3-та опълченска дружина
- Янко Драганов, 12-а опълченска дружина
- Георги Иванов, 7-а опълченска дружина
- Стефан Любомски, 10-а опълченска дружина
- Кръстю Маринов, 10-а опълченска дружина
- Данаил Николаев, 5-а опълченска дружина
- Иван Сарафов, 10-а опълченска дружина
- Георги Тодоров, 7-а опълченска дружина
- Стефан Тошев, 8-а опълченска дружина
- Иван Цончев, 8-а опълченска дружина
- Ваклин Церковски

Други воини
- Петър Алексиев – националреволюционер и опълченец
- Васил Йонков – Гложенеца – националреволюционер, един от най-близките сътрудници и приятели на Васил Левски
- Стефан Кисов, полковник
- Никола Корчев – сред спасителите и последен знаменосец на Самарското знаме
- Петър Кунчев – брат на Васил Левски
- Райчо Николов – български офицер, майор
- Димитър Петков – председател на 27-ото правителство на Княжество България (1906 – 1907), баща на Никола Петков
- Коста Паница – националреволюционер, български офицер, майор
- Олимпий Панов – националреволюционер, български офицер, майор. Военен министър в правителството на Петко Каравелов
- Димитър Филов – български офицер, подполковник, баща на Богдан Филов

## Памет
На Българското опълчение са наречени улиците „Опълченска“ (Карта) и „Опълченец“ (Карта) в София.

## Галерия
- Борбата за Самарското знаме при Стара Загора, художник Петър Морозов
- Бой за спасяване на Самарското знаме и смъртта на подполковник Павел Калитин
- Защитата на „Орлово гнездо“ на 12 август 1877 г., художник Алексей Попов
- Отразяване на турска атака на връх Шипка. Рисунка А. Балдингер, гравюра К. Крижановски
- Позиция на връх Шипка
- Генерал-майор Валериан Дерожински
- Генерал-лейтенант Фьодор Радецки
- Преминаване на колоната на генерал-майор Михаил Скобелев през Стара планина, художник Василий Верешчагин
- Битката при Шипка-Шейново, художник Кившенко Алексей
- Бойното поле при Шейново, художник Василий Верешчагин
- Спомен от Стара Загора
- Георгиевски кръст „За храброст“
- Членове на Националното дружество „Традиция“ в униформи на Българското опълчение
- Паметник на 5-а опълченска дружина под връх Шипка, на мястото на което се е била.
- Паметник на 5-а опълченска дружина под връх Шипка, на мястото на което се е била.
- Храм-паметник „Рождество Христово“ край град Шипка
- Обелиск в Кишинев за първите дружини, формирани в града
- Мемориален комплекс „Бранители на Стара Загора“
- Параклис „Свети Александър Невски“ в Кишинев, посветен на опълченците и победата във войната.
- Паметник на българските опълченци в Болград
- Паметна плоча пред дома на опълченеца Георги М. Милков във Варна
- Подполковник Павел Калитин, командир на 3-та опълченска дружина
- Полковник Леонид Вяземски, командир на 2-ра опълченска бригада
- Подполковник Константин Кесяков, командир на 1-ва опълченска дружина
- Никола Корчев – спасители и последен знаменосец на Самарското знаме
- Андрей Блъсков, 2-ра опълченска дружина
- Никола Генев, 3-та опълченска дружина
- Янко Драганов, 12-а опълченска дружина
- Данаил Николаев, 5-а опълченска дружина
- Иван Сарафов, 10-а опълченска дружина
- Георги Тодоров, 7-а опълченска дружина
- Стефан Тошев, 8-а опълченска дружина
- Иван Цончев, 8-а опълченска дружина
- Доброволец в Българското опълчение
- Васил Йонков – Гложенеца – Доброволец в Българското опълчение, приятел на Васил Левски
- Петър Кунчев – Доброволец в Българското опълчение, брат на Васил Левски
- Капитан Райчо Николов – Командир на I рота от IV Опълченска дружина
- Коста Паница – 6-а дружина на 3-а опълченска бригада
- Олимпий Панов – 1-ва рота на 1-ва Опълченска дружина